# Gregorio López y Fuentes
Gregorio López y Fuentes (* 17. November 1897 im mexikanischen Bundesstaat Veracruz; † 10. Dezember 1966) war ein mexikanischer Schriftsteller und Journalist.
López y Fuentes war einer der Chronisten der mexikanischen Revolution. Er begann im Alter von 15 Jahren zu schreiben, viele seiner Bücher handeln von der Revolution. 
Für seinen Roman EL Indio erhielt er 1935 den Nationalpreis von Mexiko.
Außerdem schrieb er die Kurzgeschichte „Ein Brief an Gott“.
In späteren Jahren unterrichtete er Literatur in einer Schule in Mexiko-Stadt. Ab 1921 begann er – oftmals unter dem Pseudonym Tulio F. Peseenz – für die Zeitung El Universal zu schreiben. 

## Werke (Auswahl)
- Claros de selva (1921)
- El vagabundo (1922)
- El alma del poblacho (1924)
- Campamento (1931)
- Tierra (1932)
- Mi general (1934)
- El Indio (1935)
- Arrieros (1937)
- Huasteca (1939)